# Sincronizador
Sincronizador é uma engrenagem da caixa de velocidades dos automóveis  cuja função é sincronizar a velocidade (reduzindo-a) da mesma com a outra fazendo com que se encaixe perfeitamente sem causar trancos, possibilitando a troca de marcha suavemente. Esta peça é confeccionada geralmente em latão ou ligas sintéticas.